# Михаил Наков
 Михаил Т. Наков  е български юрист, общественик, деец на Македонската имиграция в България.

## Биография
Михаил Наков е роден във Велес, тогава в Османската империя. Завършва право в Женева в 1908 година. Деец е на БРСДП. През ноември 1913 година е кандидат на партията за народен представител от Видински окръг. През януари 1923 година е делегат от Видинското македонско благотворително братство на обединителния конгрес на СМЕО и МФРО.
През 1925 година е подпредседател на Видинското македонско културно благотворително дружество „Гоце Делчев“.